# Devátá vlna (obraz)
Devátá vlna (rusky Девятый вал) je obraz rusko-arménského malíře Ivana Ajvazovského namalovaný v roce 1850. Obraz je uložen v Státním ruském muzeu v Petrohradě. Jedná se o jeho nejznámější dílo. Název odkazuje na starý námořnický výraz označující vlnu neuvěřitelné velikosti, která přichází po řadě postupně se zvětšujících vln.
Dílo je také často označováno za „nejkrásnější ruský obraz“.
V roce 1897 byl obraz převezen z Ermitáže do Státního ruského muzea.